# برباشه
برباشه (به عربی: برباشة) یک شهرداری در الجزایر است که در استان بجایه واقع شده‌است.